# Малий Кипчак (озеро)
Малий Кипча́к (рос. Малый Кипчак, крим. Küçük Qıpçaq, Кучюк Къыпчакъ) — пересихаюче солоне озеро в Чорноморському районі, розташоване між Караджинською бухтою і озером Великий Кипчак. Площа — 0,09 км². Тип загальної мінералізації — солоне. Походження — лиманне. Група гідрологічного режиму безстічне.

## Географія
Довжина — 0,4 км. Ширина: середня — 0,2 км. Глибина: середня — 0,2 м, найбільша — 0,35 м. Входить до Тарханкутської групи озер. Використовується для рекреації. Найближчий населений пункт — на схід село Оленівка.
Утворилося в результаті затоплення морем пригирлових частин балок і відшнурування їх від моря піщано-черепашковими пересипами. Пересип озера до теперішнього часу геологічно повністю не склалався, збереглися пониження, які проривають під час штормів у морі.
Середньорічна кількість опадів — менше 350 мм. Живлення: поверхневі і підземні води Причорноморського артезіанського басейну.